# José Fonte
José Miguel da Rocha Fonte ComM (phát âm tiếng Bồ Đào Nha: [ʒuˈzɛ ˈfõtɨ]; sinh ngày 22 tháng 12 năm 1983) là một cầu thủ bóng đá chuyên nghiệp người Bồ Đào Nha hiện đang thi đấu ở vị trí trung vệ và là đội trưởng của câu lạc bộ Primeira Liga Casa Pia.

## Sự nghiệp câu lạc bộ
Anh bắt đầu sự nghiệp chuyên nghiệp với Sporting CP B và chuyển đến Anh khoác áo Crystal Palace vào năm 2007. Năm 2010, anh ký hợp đồng với Southampton. Tại đây, anh có 288 lần ra sân trên mọi đấu trường trước khi gia nhập West Ham United vào tháng 1 năm 2017. Năm 2018, anh sang Trung Quốc thi đấu cho câu lạc bộ Đại Liên Nhất Phương.

## Gia đình
Fonte có người em trai tên là Rui cũng là một cầu thủ bóng đá. Cả hai đã từng là đồng đội của nhau tại đội trẻ Sporting, Crystal Palace và Lille.

## Thống kê sự nghiệp

### Câu lạc bộ
Tính đến ngày 16 tháng 5 năm 2021
| Câu lạc bộ             | Mùa giải            | Giải đấu                   | Giải đấu | Giải đấu | Cúp quốc gia | Cúp quốc gia | Cúp liên đoàn | Cúp liên đoàn | Châu lục | Châu lục | Khác | Khác | Tổng cộng | Tổng cộng |
| Câu lạc bộ             | Mùa giải            | Hạng                       | Trận     | Bàn      | Trận         | Bàn          | Trận          | Bàn           | Trận     | Bàn      | Trận | Bàn  | Trận      | Bàn       |
| ---------------------- | ------------------- | -------------------------- | -------- | -------- | ------------ | ------------ | ------------- | ------------- | -------- | -------- | ---- | ---- | --------- | --------- |
| Sporting B             | 2002–03             | Portuguese Second Division | 22       | 0        | —            | —            | —             | —             | —        | —        | —    | —    | 22        | 0         |
| Sporting B             | 2003–04             | Portuguese Second Division | 37       | 0        | —            | —            | —             | —             | —        | —        | —    | —    | 37        | 0         |
| Sporting B             | Tổng cộng           | Tổng cộng                  | 59       | 0        | —            | —            | —             | —             | —        | —        | —    | —    | 59        | 0         |
| Felgueiras             | 2004–05             | Segunda Liga               | 28       | 1        | 1            | 0            | —             | —             | —        | —        | —    | —    | 29        | 1         |
| Vitória Setúbal        | 2005–06             | Primeira Liga              | 15       | 0        | 0            | 0            | —             | —             | 2        | 0        | —    | —    | 17        | 0         |
| Paços Ferreira (mượn)  | 2005–06             | Primeira Liga              | 11       | 1        | 0            | 0            | —             | —             | —        | —        | —    | —    | 11        | 1         |
| Estrela Amadora (mượn) | 2006–07             | Primeira Liga              | 25       | 1        | 2            | 0            | —             | —             | —        | —        | —    | —    | 27        | 1         |
| Crystal Palace (mượn)  | 2007–08             | EFL Championship           | 22       | 1        | 1            | 0            | 1             | 0             | —        | —        | 2    | 0    | 26        | 1         |
| Crystal Palace         | 2008–09             | EFL Championship           | 38       | 4        | 2            | 0            | 1             | 0             | —        | —        | —    | —    | 41        | 4         |
| Crystal Palace         | 2009–10             | EFL Championship           | 22       | 1        | 1            | 0            | 2             | 0             | —        | —        | 0    | 0    | 25        | 1         |
| Crystal Palace         | Tổng cộng           | Tổng cộng                  | 82       | 6        | 4            | 0            | 4             | 0             | —        | —        | 2    | 0    | 92        | 6         |
| Southampton            | 2009–10             | League One                 | 21       | 0        | 0            | 0            | 0             | 0             | —        | —        | 3    | 0    | 24        | 0         |
| Southampton            | 2010–11             | League One                 | 43       | 7        | 2            | 0            | 2             | 0             | —        | —        | 1    | 0    | 48        | 7         |
| Southampton            | 2011–12             | EFL Championship           | 42       | 1        | 1            | 0            | 1             | 0             | —        | —        | —    | —    | 44        | 1         |
| Southampton            | 2012–13             | Premier League             | 27       | 2        | 1            | 0            | 0             | 0             | —        | —        | —    | —    | 28        | 2         |
| Southampton            | 2013–14             | Premier League             | 36       | 3        | 1            | 0            | 1             | 0             | —        | —        | —    | —    | 38        | 3         |
| Southampton            | 2014–15             | Premier League             | 37       | 0        | 3            | 0            | 4             | 0             | —        | —        | —    | —    | 44        | 0         |
| Southampton            | 2015–16             | Premier League             | 37       | 2        | 1            | 0            | 1             | 0             | 4        | 0        | —    | —    | 43        | 2         |
| Southampton            | 2016–17             | Premier League             | 17       | 0        | 0            | 0            | 2             | 0             | 0        | 0        | —    | —    | 19        | 0         |
| Southampton            | Tổng cộng           | Tổng cộng                  | 260      | 15       | 9            | 0            | 11            | 0             | 4        | 0        | 4    | 0    | 288       | 15        |
| West Ham United        | 2016–17             | Premier League             | 16       | 0        | —            | —            | —             | —             | —        | —        | —    | —    | 16        | 0         |
| West Ham United        | 2017–18             | Premier League             | 8        | 0        | 0            | 0            | 0             | 0             | —        | —        | —    | —    | 8         | 0         |
| West Ham United        | Tổng cộng           | Tổng cộng                  | 24       | 0        | 0            | 0            | 0             | 0             | 0        | 0        | 0    | 0    | 24        | 0         |
| Đại Liên Nhất Phương   | 2018                | Chinese Super League       | 7        | 0        | 2            | 0            | —             | —             | —        | —        | —    | —    | 9         | 0         |
| Lille                  | 2018–19             | Ligue 1                    | 36       | 3        | 2            | 0            | 0             | 0             | —        | —        | —    | —    | 38        | 3         |
| Lille                  | 2019–20             | Ligue 1                    | 25       | 1        | 2            | 1            | 2             | 0             | 5        | 0        | —    | —    | 34        | 2         |
| Lille                  | 2020–21             | Ligue 1                    | 36       | 3        | 1            | 0            | —             | —             | 6        | 0        | —    | —    | 43        | 3         |
| Lille                  | 2021–22             | Ligue 1                    | 38       | 0        | 2            | 0            | —             | —             | 8        | 0        | 1    | 0    | 49        | 0         |
| Lille                  | 2022–23             | Ligue 1                    | 31       | 1        | 2            | 0            | —             | —             | —        | —        | —    | —    | 33        | 1         |
| Lille                  | Tổng cộng           | Tổng cộng                  | 166      | 8        | 9            | 1            | 2             | 0             | 18       | 0        | 1    | 0    | 196       | 9         |
| Braga                  | 2023–24             | Primeira Liga              | 19       | 0        | 2            | 0            | 4             | 0             | 8        | 0        | —    | —    | 33        | 0         |
| Tổng cộng sự nghiệp    | Tổng cộng sự nghiệp | Tổng cộng sự nghiệp        | 676      | 32       | 29           | 1            | 21            | 0             | 32       | 0        | 7    | 0    | 785       | 33        |

1. 1 2
2. ↑  Appearance in Trophée des Champions

### Quốc tế
Tính đến 24 tháng 3 năm 2022
| Đội tuyển quốc gia | Năm       | Trận | Bàn |
| ------------------ | --------- | ---- | --- |
| Bồ Đào Nha         | 2014      | 1    | 0   |
| Bồ Đào Nha         | 2015      | 7    | 0   |
| Bồ Đào Nha         | 2016      | 12   | 0   |
| Bồ Đào Nha         | 2017      | 7    | 0   |
| Bồ Đào Nha         | 2018      | 9    | 0   |
| Bồ Đào Nha         | 2019      | 6    | 0   |
| Bồ Đào Nha         | 2020      | 3    | 0   |
| Bồ Đào Nha         | 2021      | 4    | 1   |
| Tổng cộng          | Tổng cộng | 49   | 1   |

### Bàn thắng quốc tế
Bàn thắng và kết quả của Bồ Đào Nha được liệt kê trước.
| # | Ngày                | Địa điểm                                     | Đối thủ | Bàn thắng | Kết quả | Giải đấu |
| - | ------------------- | -------------------------------------------- | ------- | --------- | ------- | -------- |
| 1 | 9 tháng 10 năm 2021 | Sân vận động Algarve, Faro/Loulé, Bồ Đào Nha | Qatar   | 2–0       | 3–0     | Giao hữu |

## Danh hiệu
Southampton
- Football League Trophy: 2009–10[10]

Lille
- Ligue 1: 2020–21[11]
- Trophée des Champions: 2021[12]

Braga
- Taça da Liga: 2023–24[13]

Bồ Đào Nha
- UEFA European Championship: 2016[14]
- UEFA Nations League: 2018–19[15]
- FIFA Confederations Cup hạng ba: 2017[16]

Cá nhân
- Đội tuyển PFA của năm: 2010–11 League One[17]
- Cầu thủ xuất sắc nhất mùa giải của Southampton: 2010–11, 2014–15[18]
- Lille Cầu thủ xuất sắc nhất mùa giải: 2020–21[19]

Huy chương
- Chỉ huy Huân chương khen thưởng[20]